# La Rosière (Haute-Saône)
La Rosière é uma comuna francesa na região administrativa de Borgonha-Franco-Condado, no departamento de Alto Sona. Estende-se por uma área de 9 km². Em 2010 a comuna tinha 83 habitantes (densidade: 9,2 hab./km²).